# Inna Lasovská
Inna Alexandrovna Lasovská (rusky Инна Александровна Ласовская; * 17. prosince 1969, Moskva) je bývalá ruská atletka, která se věnovala trojskoku.

## Kariéra
V roce 1993 vybojovala výkonem 14,35 m bronzovou medaili na halovém MS v Torontu. V témže roce na MS v atletice ve Stuttgartu, kde se konal ženský trojskok poprvé v historii šampionátu postoupila z kvalifikace třetím nejlepším výkonem. Ve finále však třikrát přešlápla a skončila bez platného pokusu poslední.
V roce 1994 se stala v Paříži halovou mistryní Evropy, když zvítězila výkonem 14,88 m. Stříbro získala její krajanka Anna Birjukovová, která skočila o 16 centimetrů méně. V opačném pořadí stály na stupních vítězů obě Rusky na evropském šampionátu v Helsinkách, kde Birjukovová porazila Lasovskou o čtyři centimetry. Bronz vybojovala Ukrajinka Inessa Kravecová. Na Mistrovství světa v atletice 1995 v Göteborgu skončila na 4. místě.
Na letních olympijských hrách 1996 v Atlantě získala výkonem 14,98 m stříbrnou medaili. O stříbro bojovala také Šárka Kašpárková, která skočila ve třetí sérii do stejné vzdálenosti. Nakonec však vybojovala bronz, když druhý lepší pokus měla Lasovská, která v páté sérii skočila 14,70 m a Kašpárkovou porazila o jediný centimetr. V roce 1997 se stala v Paříži halovou mistryní světa, když si ve finále vytvořila výkonem 15,01 m nový osobní rekord. Poslední velký závod absolvovala na letních olympijských hrách 2000 v australském Sydney, kde skončila v kvalifikaci.

## Osobní rekordy
Její výkon v hale ji řadí na sedmé místo v dlouhodobých tabulkách. Dál skočily jen Jolanda Čenová, Yargelis Savigneová, Marija Šestaková, Olga Rypakovová, Ashia Hansenová a světová rekordmanka Taťána Lebeděvová (15,36 m).
- hala – (15,01 m – 8. března 1997, Paříž)
- dráha – (15,09 m – 31. května 1997, Valencie)